# Glen Bell
Glen William Bell, född 3 september 1923, död 17 januari 2010, var en amerikansk militär och företagsgrundare. 
Han tjänstgjorde i USA:s marinkår under andra världskriget. Efter krigets slut grundade han Taco Bell, en av USA:s största restaurangskedjor. Han var gift och hade fem barn.
Han blev 86 år gammal, överlevde sin fru Martha, tre systrar, två söner, en dotter och fyra barnbarn.